# Ігнасіо Макая
Ігнасіо Макая (ісп. Ignacio Macaya, 2 грудня 1933 — 5 вересня 2006) — іспанський хокеїст на траві.
Бронзовий призер Олімпійських Ігор 1960 року, учасник 1964 року.